# Мстислав (Гук)
Мстислав (у світі Гук Ростислав Володимирович; нар. 14 червня 1978, с. Подорожнє Стрийського району, Львівської області, Україна) — колишній архієпископ Української автокефальної православної церкви, пізніше настоятель Богоявленського храму в м. Кам'янці-Подільському. Відомий через скандал, пов'язаний з його участю у бійці у стані алкогольного сп'яніння. Виведений за штат рішенням Архієрейського собору від 6 грудня 2016.

## Життєпис
1996 року вступив у Львівську духовну семінарію УАПЦ, яку закінчив 2000 р. У 2003—2007 рр. навчався в Тернопільській духовній академії, отримав кваліфікаційний рівень «Бакалавр Богослов'я». 2010 р. закінчив Тернопільську духовну академію і захистив магістерську роботу на тему: «Релігія як суспільне явище і складова частина духовної культури. Сучасні релігії».
14 жовтня 1999 р. у Свято-Покровському соборі м. Львова рукоположений у сан диякона митрополитом Львівським і Сокальським Андрієм (Гораком).
31 грудня 2000 р. у Свято-Троїцькому кафедральному соборі м. Івано-Франківська рукоположений у сан ієрея єпископом Івано-Франківським і Галицьким Іосафом (Василиківим).
З 2001 р. виконував пастирський обов'язок у с. Зарічне Стрийського району Львівської області. Одночасно з 2002 р. працював учителем християнської етики в Зарічненській основній школі 1-2 ступенів. Був відзначений рядом нагород.
2 серпня 2009 р. з благословення Предстоятеля прийняв монаший постриг з рук Високопреосвященнійшого Феодосія, архієпископа Дрогобицько-Самбірського, з іменем Мстислав.
9 серпня 2009 р. на Божественній Літургії в храмі Успіння Пресвятої Богородиці м. Дрогобича Блаженнійшим Мефодієм возведений у сан ігумена і нагороджений хрестом з прикрасами. 
18 жовтня 2009 р. з благословення Блаженнійшого Мефодія возведений у сан архімандрита архієпископом Дрогобицьким і Самбірським Феодосієм.
Рішенням Архієрейського Собору УАПЦ від 28 грудня 2010 року клірику Дрогобицько-Самбірської єпархії УАПЦ архімандритові Мстиславу визначено бути єпископом Тернопільським і Червоногородським. Цього ж дня відбулося наречення архімандрита Мстислава на єпископа.
29 грудня 2010 року під час Божественної літургії відбулася архієрейська хіротонія архімандрита Мстислава, яку здійснили Предстоятель УАПЦ, митрополит Київський і всієї України Мефодій у співслужінні єпископів Черкаського і Кіровоградського Іларіона, Житомирського і Поліського Володимира, Харківського і Полтавського Афанасія.
27 лютого 2015 року покладено обов'язки правлячого архієрея Тернопільської єпархії. 3 червня 2015 року за рішенням Архієрейського Собору возведено в сан архієпископа. З 24 лютого 2016 року Архієпископ Тернопільський і Подільський.
День тезоіменитства: 27 червня.

### Скандал
16 жовтня 2016 року в ТСН з'явився сюжет Сергія Гальченка про гуляння з 27 на 28 вересня в одному з нічних клубів Тернополя архієпископа зі священиками церкви Різдва Христового настоятелем о. Ігорем Семирозумом, скарбником церкви протоієреєм о. Володимиром Герасимчуком та іподияконом Віталієм Окунським, що супроводжувалося танцями, бійками і залицяннями до дівчат. На виклик до бару прибув навіть поліційний наряд ДСО, щоб утихомирити панотців. Також у інтерв'ю журналістці телеканалу говорив неправду, за що потім вибачався. Їхню поведінку після оприлюднення цього відео в деталях розглянули на церковному соборі УАПЦ 18 жовтня, за рішенням якого Мстислава відправили на покаяння в один з монастирів, двох священиків та іподиякона Собор тимчасово відсторонив від пастирських обов'язків. Тимчасово виконувати обов'язки керуючого призначено митрополита Галицького та Івано-Франківського Андрія.
У подальшому розслідуванні журналістів ТСН виявилося, що Мстислав (Гук) не відбув на покаяння в монастирі, а перебуває у власній квартирі в Тернополі. При цьому журналістам удалося зафільмувати присутність у квартирі жінки. На цей новий факт предстоятель УАПЦ митрополит Макарій зауважив:
|  | То вже край… То вже край… То вже край…. І тому край.! Вірте Богу, що може я собі ворогів наживу, але буду класти край. І тим подіям, і тим архієреям. Можу сказати свою думку. Він буде позбавлений, звільнений, і якщо архієреї дадуть добро, — буде виведений за штат. Але Господь, ми знаємо, що дав людині право на покаяння. І архієрею, і мирянину. І можновладцю. Всім. Ми перше попробували це. Не сталося, то не сталося. Якщо людина — його вибір, нічий, його вибір. |

Навесні 2017 відновлений у сані та призначений Архієпископом Хмельницьким і Кам'янець-Подільським УАПЦ. Однак єпархіяльне духовенство не прийняло його, тому
Предстоятель УАПЦ ствердив, що «наказ буде скасований, раз священики не дали згоду – у них у Хмельницькому були збори і вони прийняли таке рішення».

## Відзнаки і нагороди
- 17 серпня 2008 р. за значний внесок у розвиток духовності України та ревної праці для добра Церкви нагороджений медаллю Арсена Річинського 2 ступеня Блаженнійшим Мефодієм (Кудряковим) Митрополитом Київським і всієї України, Предстоятелем УАПЦ.
- 20 червня 2010 р. Блаженнійшим Мефодієм Митрополитом Київським і всієї України, Предстоятелем УАПЦ, нагороджений ювілейною медаллю «20 річчя третього відродження УАПЦ 1990—2010 рр.»
- 28 липня 2013 р. Блаженнійшим Мефодієм Митрополитом Київським і всієї України, Предстоятелем УАПЦ, нагороджений ювілейним орденом св. Володимира Великого.